# Beauval-en-Caux
Beauval-en-Caux ist ein Ort und eine französische Gemeinde mit 464 Einwohnern (Stand: 1. Januar 2022) im Département Seine-Maritime in der Region Normandie. Die Gemeinde gehört zum Arrondissement Dieppe und zum Kanton Luneray (bis 2015 Kanton Tôtes).

## Lage
Beauval-en-Caux liegt im Pays de Caux etwa 38 Kilometer nordnordwestlich von Rouen. Umgeben wird Beauval-en-Caux von den Nachbargemeinden Saint-Mards im Norden, Belmesnil im Norden und Nordosten, Gonneville-sur-Scie im Osten und Nordosten, Heugleville-sur-Scie im Osten und Südosten, Biville-la-Baignarde im Süden und Südosten, Calleville-les-Deux-Églises im Süden, Val-de-Saâne im Westen und Südwesten sowie Saint-Pierre-Bénouville im Westen.

## Bevölkerungsentwicklung
| Jahr                      | 1962 | 1968 | 1975 | 1982 | 1990 | 1999 | 2006 | 2013 |
| Einwohner                 | 318  | 521  | 457  | 398  | 412  | 436  | 412  | 483  |
| Quelle: Cassini und INSEE |      |      |      |      |      |      |      |      |

## Sehenswürdigkeiten
- Kirche Saint-Pierre in Beaunay aus dem 12./13. Jahrhundert
- Kirche Sainte-Geneviève aus dem 11. Jahrhundert
- Kapelle aus dem 16. Jahrhundert
- Schloss Beaunay aus dem 16. Jahrhundert, Umbauten aus dem 17./18. Jahrhundert
- Schloss Blanc aus dem 19. Jahrhundert
- Herrenhaus von Le Bosc-Renoult aus dem 16. Jahrhundert